# Victoria Swarovski
Victoria Swarovski, née le 16 août 1993 à Innsbruck, est une chanteuse autrichienne.

## Biographie
Victoria Swarovski est la fille d'Alexandra et de Paul Swarovski.  Elle a une sœur cadette. Alors que sa mère travaille comme journaliste, son père travaille dans l'entreprise familiale. En 2009, elle est apparue en tant que chanteuse avec la chanson Get Gone dans l'émission de Mario Barth. À 17 ans, elle signe son premier contrat avec Sony Music. Son premier single, One in a Million est sorti en novembre 2010. Elle a chanté la chanson titre There's a Place for Us pour le long métrage Le Monde de Narnia : L'Odyssée du Passeur d'Aurore.
Si elle est apparue dans les premières années de sa carrière sous le nom de Victoria S, elle utilise aujourd'hui son nom civil. En 2014, elle a sorti la chanson Beautiful avec le rappeur Prince Kay One. Dans l'émission de danse allemande Let's Dance, elle a fait sa première apparition majeure à la télévision en 2016 et a remporté la neuvième saison du spectacle avec son partenaire de danse Erich Klann. Par la suite, en septembre de la même année, elle a obtenu une place dans le jury de Das Supertalent sur RTL, aux côtés des jurés de longue date Dieter Bohlen et Bruce Darnell.
Depuis fin 2010, elle est en partenariat avec l'investisseur immobilier Werner Mürz. Le couple s’est marié le 20 mai 2017. Pour la douzième et troisième saison de Let's Dance, RTL l'a engagée comme co-animatrice à la place de Sylvie Meis, se rabattant ainsi sur une ancienne candidate de l'émission, tout comme Meis.

elle est aussi une héritière de cristal milliardaire 

## Discographie

### Singles
- 2010 : One in a Million
- 2010 : There’s a Place for Us
- 2011 : Voyeur
- 2013 : Dilemma
- 2014 : Beautiful ft. Kay One
- 2016 : My Heart Is Your Heart

## Animation
- 2016 : Let's Dance : Candidate
- 2016 : Das Supertalent (10e saison) : Juge
- 2018 et 2020 : Let's Dance (11e, 12e et 13e saison) : Co-animatrice